# 4-Hidroksifenilacetatna dekarboksilaza
4-Hidroksifenilacetatna dekarboksilaza (EC 4.1.1.83, p-hidroksifenilacetatna dekarboksilaza, p-Hpd, 4-Hpd, 4-hidroksifenilacetatna karboksilijaza) je enzim sa sistematskim imenom 4-(hidroksifenil)acetat karboksilijaza (formira 4-metilfenol). Ovaj enzim katalizuje sledeću hemijsku reakciju
(4-hidroksifenil)acetat + H+ {\displaystyle \rightleftharpoons } 4-metilfenol + CO2
Enzim iz anaerobne Clostridium difficile takođe može da koristi (3,4-dihidroksifenil)acetat kao supstrat, pri čemu se formira 4-metilkatehol kao produkt.

## Literatura
- Nicholas C. Price; Lewis Stevens (1999). Fundamentals of Enzymology: The Cell and Molecular Biology of Catalytic Proteins (Third изд.). USA: Oxford University Press. ISBN 019850229X.
- Eric J. Toone (2006). Advances in Enzymology and Related Areas of Molecular Biology, Protein Evolution (Volume 75 изд.). Wiley-Interscience. ISBN 0471205036.
- Branden C; Tooze J. Introduction to Protein Structure. New York, NY: Garland Publishing. ISBN 0-8153-2305-0.
- Irwin H. Segel. Enzyme Kinetics: Behavior and Analysis of Rapid Equilibrium and Steady-State Enzyme Systems (Book 44 изд.). Wiley Classics Library. ISBN 0471303097.

## Spoljašnje veze
- 4-hydroxyphenylacetate+decarboxylase на 